# Drosophila toyohii
Drosophila toyohii är en tvåvingeart som beskrevs av Lin och Tseng 1972. Drosophila toyohii ingår i släktet Drosophila och familjen daggflugor. Arten ingår i undersläktet Psilodorha.
Artens utbredningsområde är Taiwan.